# Exchange Traded Notes
Exchange Traded Notes (ETN) er et værdipapir, der lægger op til at satse på, om en kurs går op eller ned. ETN'er udstedes af en bank og handles på fondsbørsen. 
En ETN kan geares, hvilket giver et større afkast eller et større tab end normalt. Almindeligt geares ETN'er i forholdet 2:1, men 10:1 kendes også.